# 蛇尾
蛇尾，或稱陽遂足、海蛇尾，是一類海生的無脊椎動物，屬於棘皮動物門蛇尾綱（Ophiuroidea），是該門下物種數最多的一個綱，其下包括有220多個屬和2000多個種。

## 外形特徵
蛇尾的身體結構與海星相似，但體盤相對較大，腕5條，盤與腕之間有明顯交界，而海星的腕與盤的交界多不明顯。蛇尾的腕特別細長，甚至比盤的直徑長數倍至十數倍，易脱落，但能再生，腕的石灰質骨骼成椎骨狀，可彎曲，靠椎骨和附生的小骨片關節作垂直的上下運動，或作水平屈曲和纏繞他物。无肛门。腕的腹面有管足二列，但缺乏步帶溝，也不具吸盤，這是蛇尾與海星的主要區別。

## 习性
管足主要用作感觉器，用以感受光和气味。取食时，用一或数腕伸入水中或泥面，用其他腕固定身体。主要食腐肉和浮游生物，但有时也捕捉相当大的动物。能作痉挛般的运动，但通常停留在海底或海绵、刺絲胞动物身上。

## 分布
蛇尾有集群而居的習性，生活於世界各大海洋，從潮間帶到6000多米的深海都有，不過以砂質、石質的海床和珊瑚礁環境最為常見，而寒帶海洋和泥質海床環境數量則比較少。
像海星一樣，雖然蛇尾在古生代已分佈全球，但化石並不常見，過往由於蛇尾扁平狀的體形與海星十分相似，一些古生代的物種曾被錯誤歸納於海星。

## 圖片

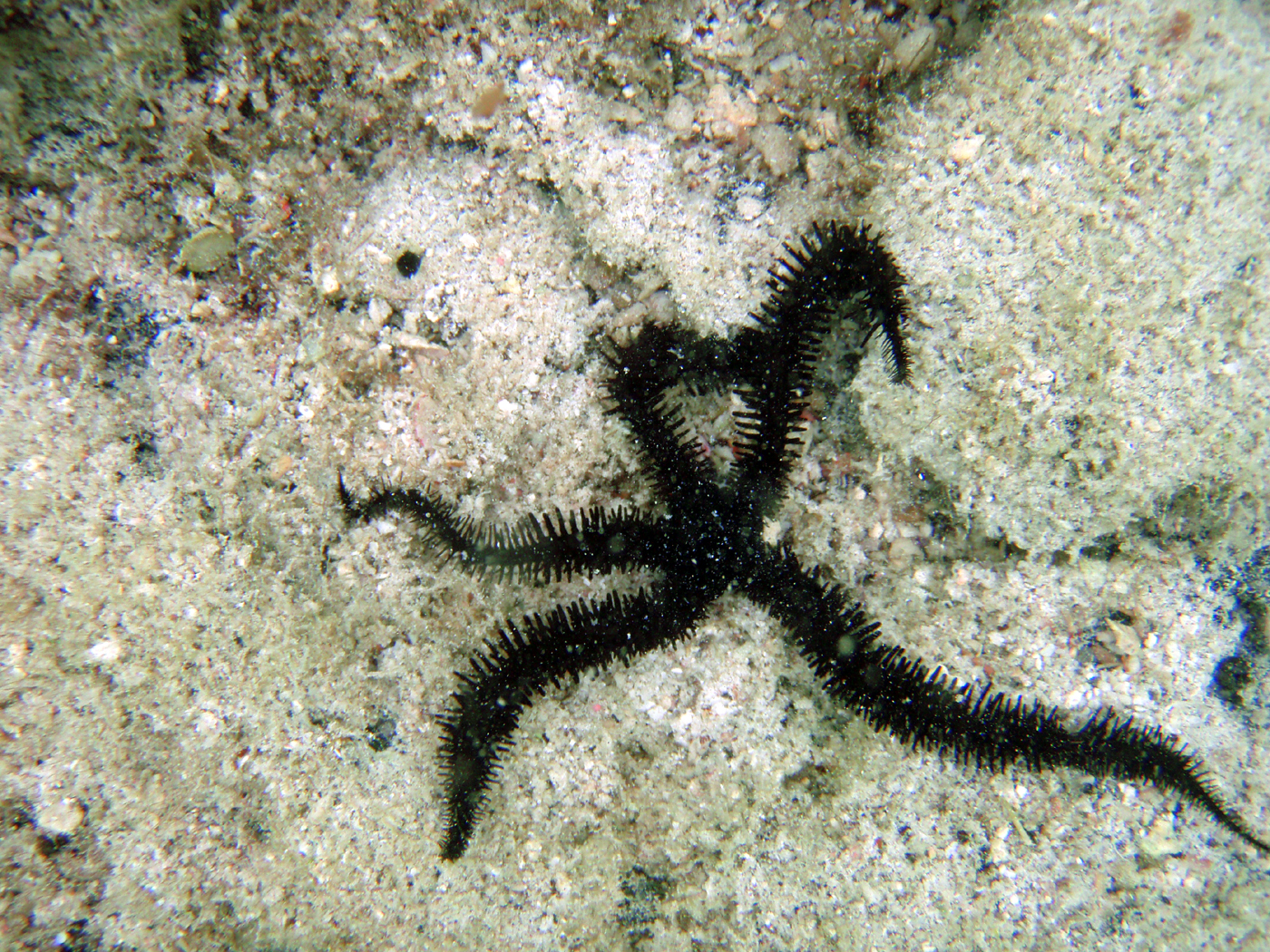
夏威夷卡勞亞的蛇尾
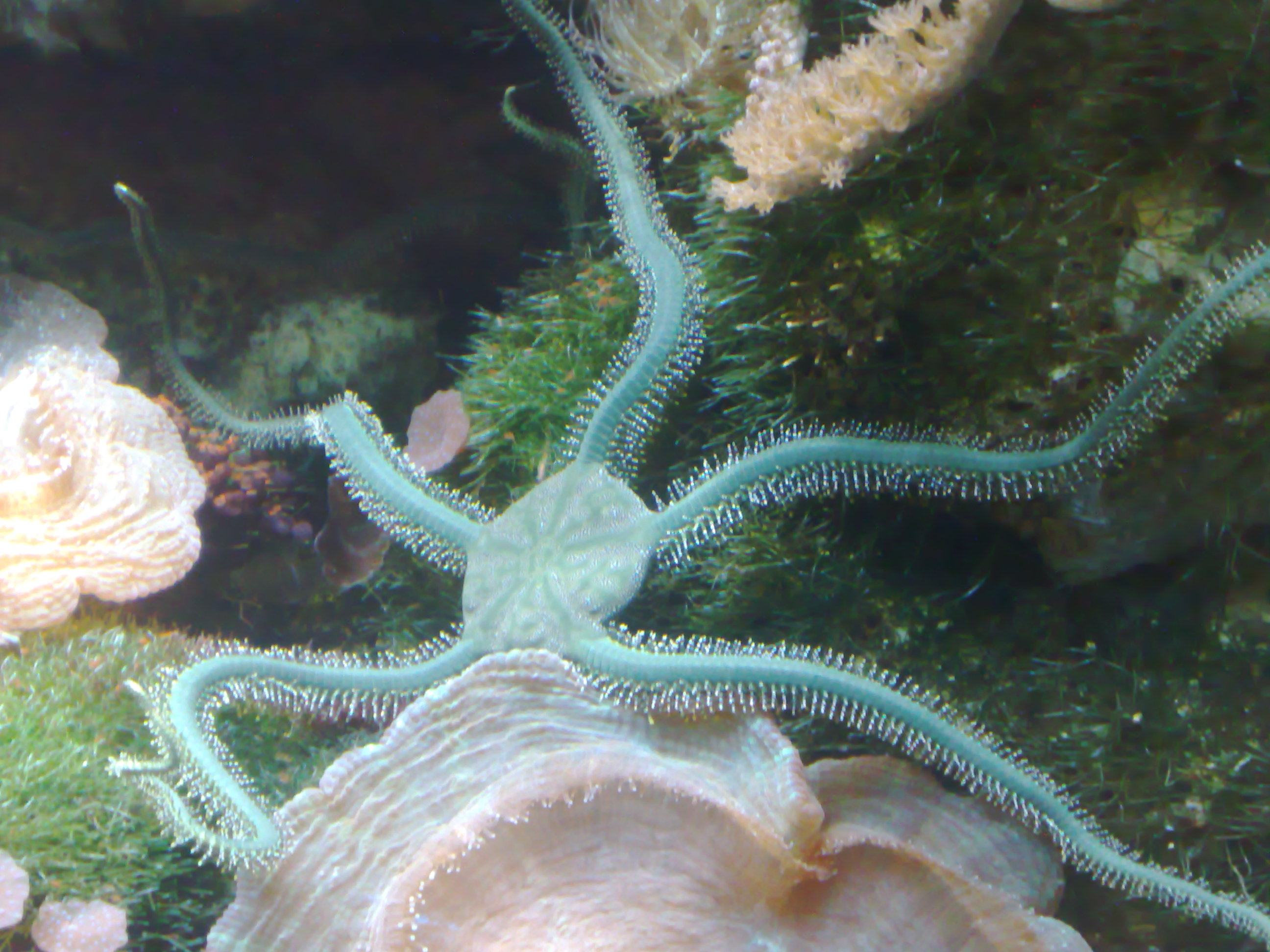
巨綠蛇尾（Ophiarachna incrassata）
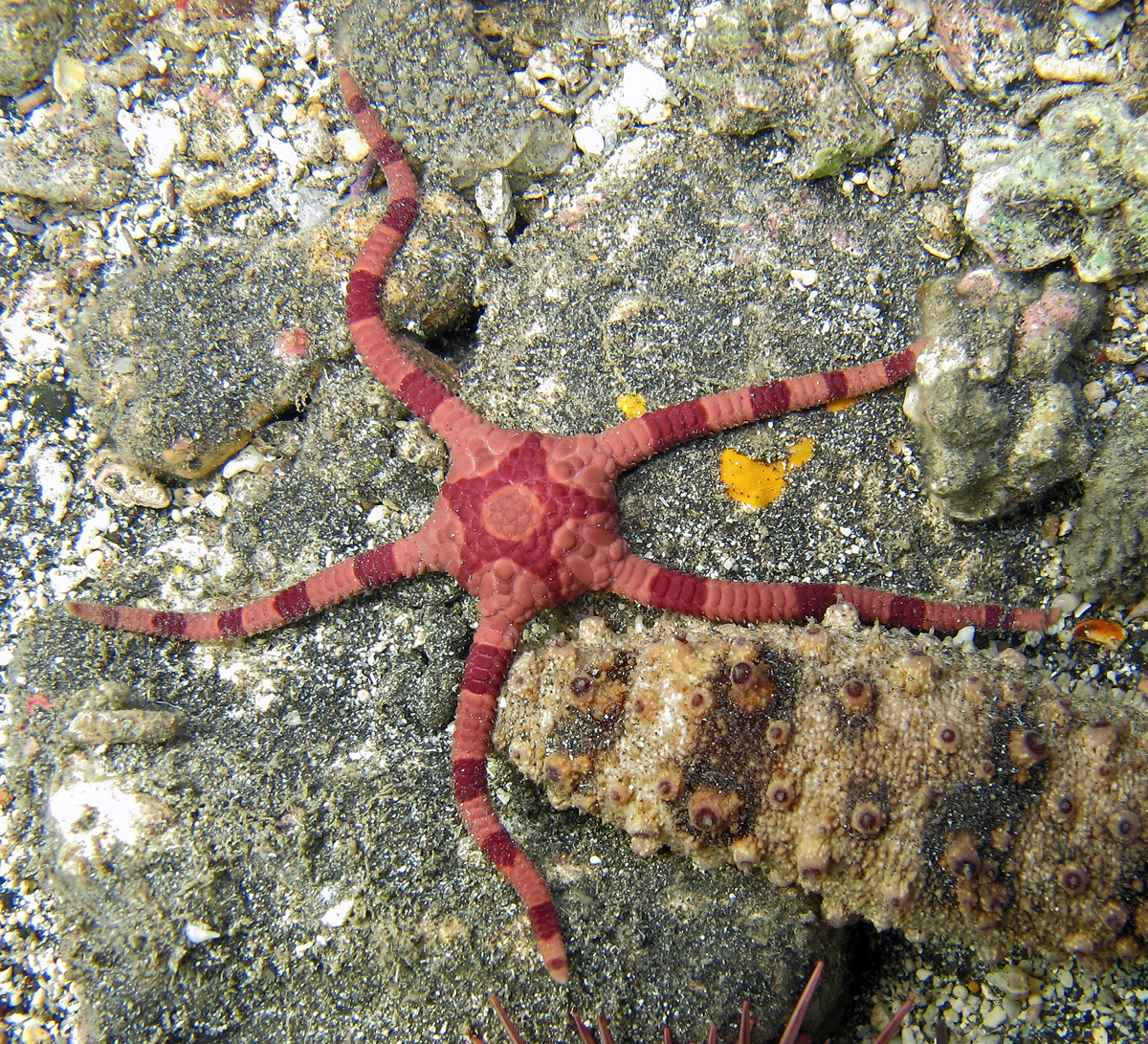
黃鱗蛇尾（Ophiolepis superba）
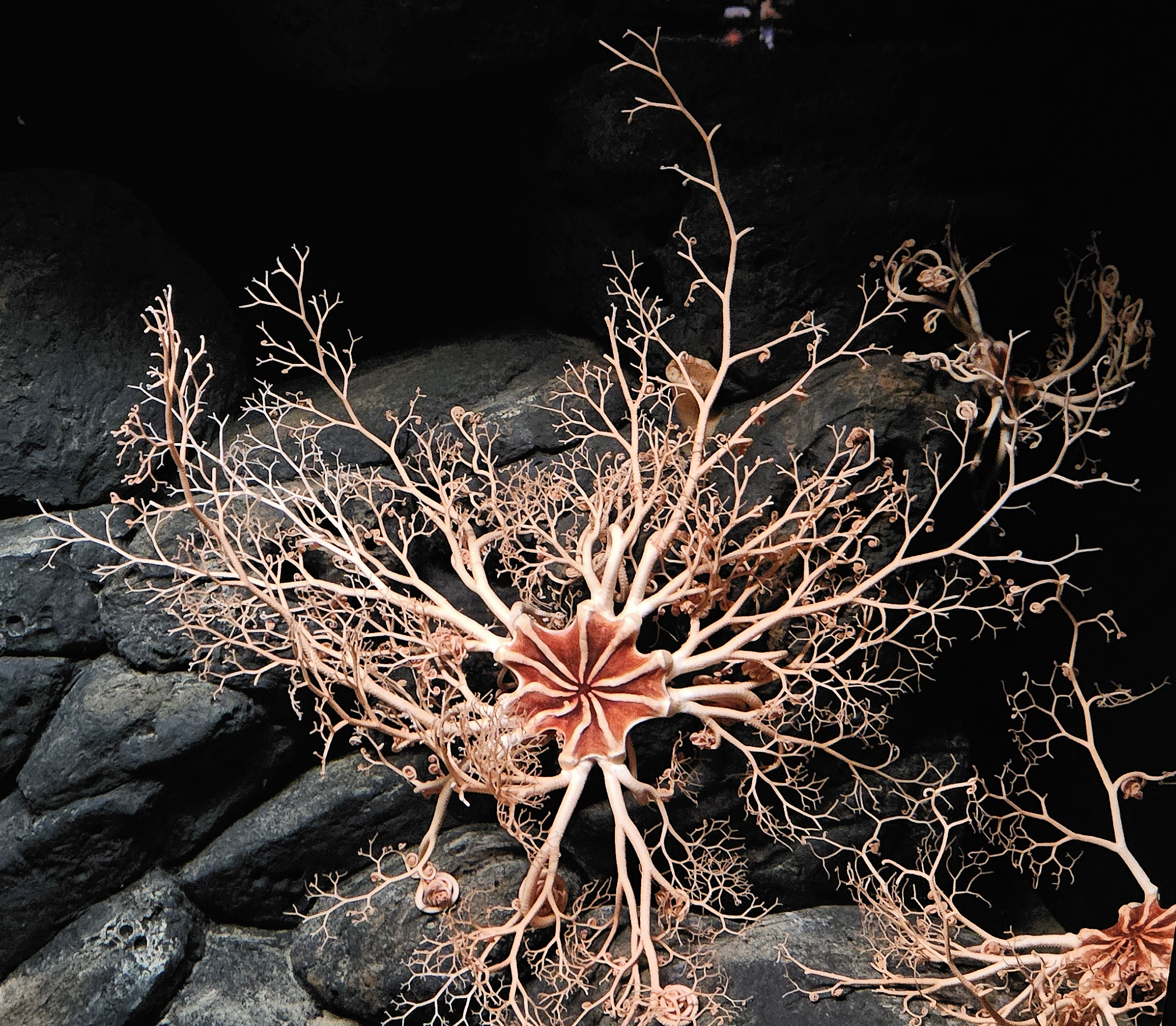
筐蛇尾（Gorgonocephalus eucnemis）
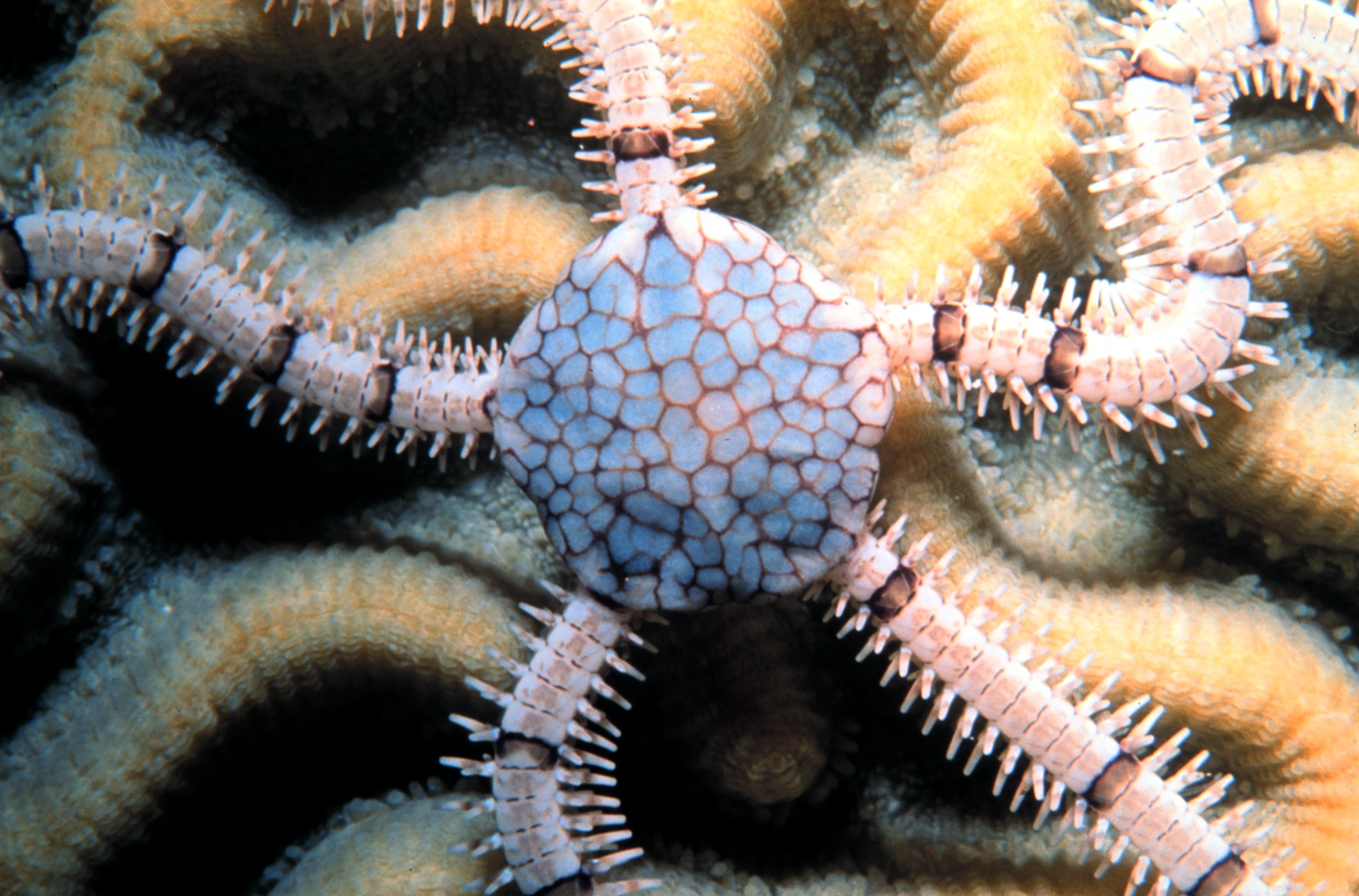
Ophionereis reticulata
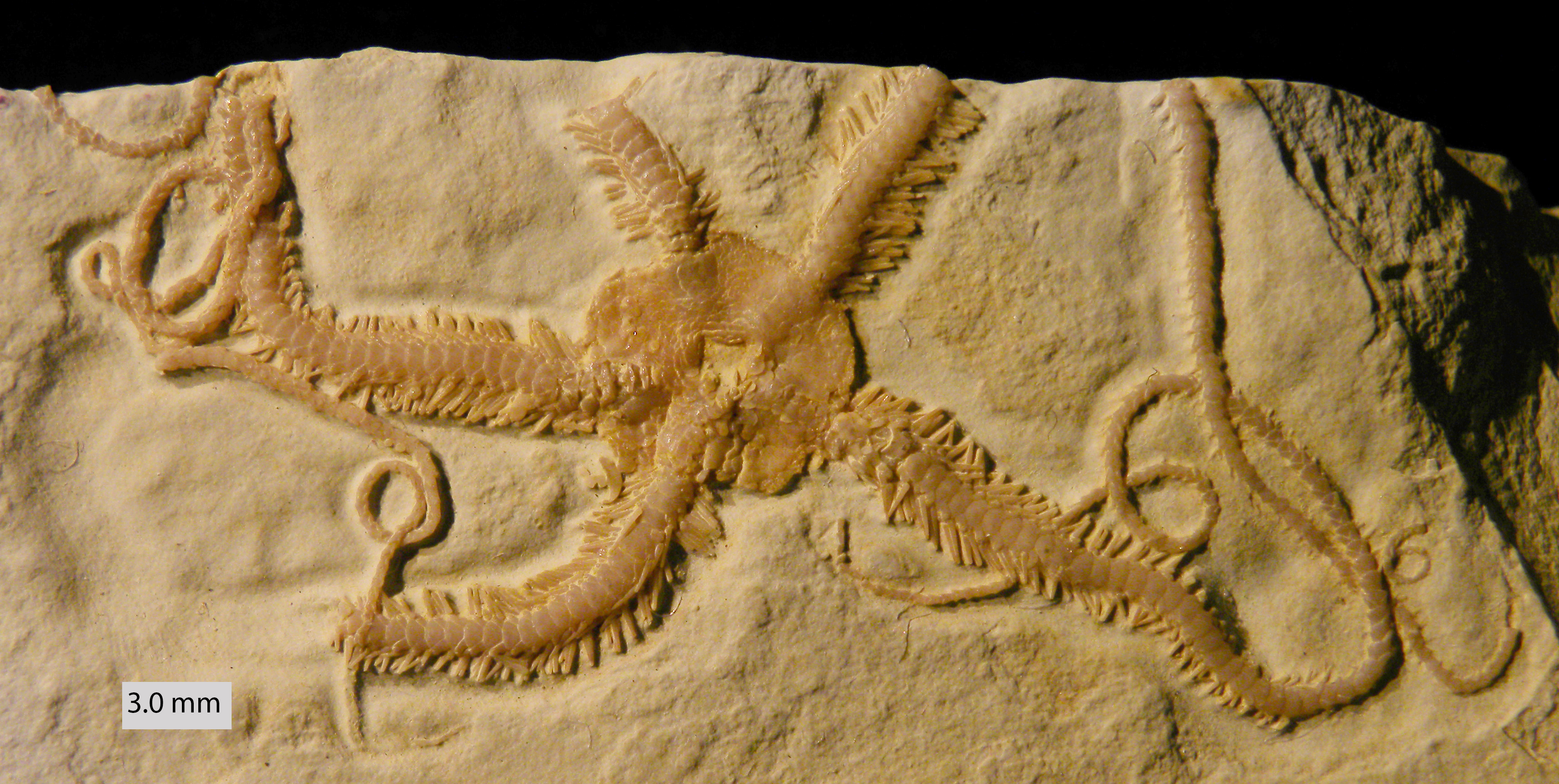
Ophiopetra lithographica，已灭绝的一種蛇尾，生存於侏羅紀

## 文內注釋
1. ↑  .   [2016-07-14]. （原始内容存档于2021-03-13）.